# Fantaisie d'un jour
Pour plus de détails, voir Fiche technique et Distribution.
Fantaisie d'un jour est un film français réalisé par Pierre Cardinal, sorti en 1955.

## Fiche technique
- Titre : Fantaisie d'un jour
- Réalisation : Pierre Cardinal
- Scénario : Jacques Companeez
- Dialogues : Jacques Companeez et Christiane Imbert
- Photographie : Roger Dormoy
- Son : Jean Bertrand
- Décors : Raymond Gabutti
- Musique : Joseph Kosma
- Montage : Suzanne Baron
- Production : F.A.O. Films - Paral Films
- Directeur de production : Paul Temps
- Pays :  France
- Format :  Noir et blanc - 1,37:1 - 35 mm - Son mono
- Genre : Comédie
- Durée : 90 minutes
- Date de sortie : 
  - France : 4 février 1955

## Distribution
- Yves Deniaud : Papa Bénard
- Gaby Morlay : Marcelle Bénard
- Suzy Carrier : Thérèse Bénard
- Philippe Nicaud : François Chaplar
- Jane Sourza : 	Mathilde Chaplar
- Denise Grey : Mme. de Cédillon
- Micheline Gary : Monique de Cédillon
- Georges Galley : 	Charlie
- Jean-Marc Tennberg
- Amédée
- Picolette
- Jean Nohain : Le speaker
- Nicole Regnault
- Danik Patisson
- Alain Nobis
- Simone Logeart